# Attentato all'autobus di parco Liberty Bell
L'attentato all'autobus del parco Liberty Bell Park fu un attentato terroristico suicida avvenuto nell'autobus Egged n. 14a a Gerusalemme, il 22 febbraio 2004. Otto passeggeri furono uccisi e altre 60 persone rimasero ferite. La Brigata dei Martiri di al-Aqsa rivendicò l'attacco.

## Contesto storico
Nella primavera del 2002 il governo israeliano iniziò la costruzione di una barriera di separazione tra Israele e Cisgiordania. Questo muro era considerato un mezzo di difesa dal governo israeliano e uno strumento di segregazione dai palestinesi. Il 13 febbraio 2021 (il giorno dopo l'attentato) la legittimità della barriera sarebbe stata discussa presso la corte internazionale di giustizia di L'Aia. Israele dichiarò di non voler partecipare all'udienza.

## L'attentato
Domenica 22 febbraio 2004, nella zona industriale di Talpiot, un attentatore suicida salì sull'autobus 14a diretto al centro di Gerusalemme con un ordigno esplosivo nascosto in uno zaino pieno di frammenti di metallo. L'attentatore attese che l'autobus si riempisse di passeggeri e, intorno alle 8:30, nei pressi dell parco Liberty Bell ai margini di Emek Refaim, fece esplodere l'ordigno. Otto persone rimasero uccise e più di 60 rimasero ferite, 11 delle quali studenti.

## Rivendicazioni
La Brigata dei Martiri di al-Aqsa rivendicò la responsabilità dell'attentato, diffondendo inoltre l'identità dell'aggressore: Mohammed Za'ul, del villaggio di Husan in Cisgiordania. L'organizzazione terroristica affermò inoltre che l'attentato rappresentava una ritorsione per l'uccisione di 15 palestinesi a Gaza il giorno precedente da parte di forze israeliane, durante le manifestazioni contro la costruzione della barriera tra Israele e Cisgiordania.

## Le vittime
Le seguenti persone persero la vita nell'attentato:
- Israel Ilan Avisidris, 41, di Gerusalemme
- Lior Azulai, 18, di Gerusalemme
- Yaffa Ben-Shimol, 57, di Gerusalemme
- Rahamim Doga, 38, di Mevasseret Zion
- Yehuda Haim, 48, di Givat Ze'ev
- Sgt. Netanel Havshush, 20, di Gerusalemme
- Yuval Ozana, 32, di Gerusalemme
- Benaya Yehonatan Zuckerman, 18, di Gerusalemme

## Reazioni ufficiali
- Yasser Arafat condannò l'attentato, affermando che avrebbe fornito a Israele un ulteriore pretesto per continuare a costruire la barriera tra Israele e Cisgiordania[2].
- Il Ministro della Difesa israeliano Shaul Mofaz affermò che l'attentato era la prova della necessità di costruire il muro[5].